# Oru East
Oru East è una delle ventisette aree a governo locale (local government areas) in cui è suddiviso lo stato di Imo, in Nigeria. Estesa su una superficie di 136 chilometri quadrati, conta una popolazione di 111.743 abitanti.